# Gare de Miraumont
Gare de Miraumont vasútállomás Franciaországban, Miraumont településen.

## Vasútvonalak
Az állomást az alábbi vasútvonalak érintik:
- Párizs-Lille-vasútvonal

## Kapcsolódó állomások
A vasútállomáshoz az alábbi állomások vannak a legközelebb:
- Gare d’Achiet
- Gare d’Albert